# Carl Hierholzer
Carl Hierholzer (n. 2 de octubre de 1840 en Friburgo de Brisgovia - 13 de septiembre de 1871) fue un matemático alemán. Estudió matemáticas en la Universidad de Karlsruhe, y obtuvo su doctorado en la Universidad de Heidelberg en 1865. Su supervisor durante el doctorado fue Ludwig Otto Hesse (1811–1874). En 1870 Hierholzer escribió su habilitación sobre secciones canónicas, titulada Ueber Kegelschnitte im Raum (Acerca de las secciones esféricas en el espacio), en Karlsruhe, donde posteriormente fue profesor.
Hierholzer demostró que un grafo tiene un ciclo euleriano si y sólo si es conexo y cada vértice tiene grado par. Este resultado había sido dado, sin demostración, por Leonhard Euler en 1736. Hierholzer aparentemente dio la demostración justo antes de su prematura muerte en 1871, a un colega que luego organizó el contenido para su publicación póstuma, la cual apareció en 1873, bajo el nombre Über die Möglichkeit, einen Linienzug ohne Wiederholung und ohne Unterbrechung zu umfahren.

## Obra
- C. Hierholzer: Ueber Kegelschnitte im Raume (Acerca de las secciones esféricas en el espacio). Tesis para la obtención del permiso venia docendi en el Instituto Politécnico Granducal de Karlsruhe. Mathematische Annalen II (1870), 564–586.  (enlace roto disponible en Internet Archive; véase el historial, la primera versión y la última).  (enlace roto disponible en Internet Archive; véase el historial, la primera versión y la última).
- C. Hierholzer: Ueber eine Fläche der vierten Ordnung (Acerca de una superficie de cuarto orden). Mathematische Annalen IV (1871), 172–180. Archivado el 5 de junio de 2011 en Wayback Machine.
- C. Hierholzer: Über die Möglichkeit, einen Linienzug ohne Wiederholung und ohne Unterbrechung zu umfahren (Acerca de la posibilidad de recorrer un grafo sin repeticiones ni interrupciones). Mathematische Annalen VI (1873), 30–32.  (enlace roto disponible en Internet Archive; véase el historial, la primera versión y la última).  (enlace roto disponible en Internet Archive; véase el historial, la primera versión y la última).